# Steve Cowper
Steve Camberling Cowper (ur. 21 sierpnia 1938 r. w Petersburg) – amerykański polityk, demokrata. W 1986 r. został 6. gubernatorem stanu Alaska, urząd ten sprawował do roku 1990.

## Kariera polityczna
W 1968 zamieszkał na Alasce. W 1974 został wybrany do Izby Reprezentantów Alaski, gdzie urzędował przez dwie kadencje. W 1982 ubiegał się o nominację Partii Demokratycznej w wyborach na gubernatora Alaski, jednak przegrał z Billem Sheffieldem, późniejszym zwycięzcą wyborów generalnych. W 1986 jako główny kandydat Demokratów (w nominacji partyjnej pokonał Billa Sheffielda), wygrał wybory generalne uzyskując 47% głosów, pokonując republikankę Arliss Sturgulewski oraz Joe Voglera, przedstawiciela Partii Niepodległości Alaski. W kampanii wyborczej zwracał uwagę na konieczność odbudowania alaskańskiej gospodarki. Jako gubernator postulował reformę podatkową, rozwój szkolnictwa wyższego i większe umiędzynarodowienie biznesowe stanu. Nie ubiegał się o reelekcję.